# Super Mario Maker 2
Super Mario Maker 2 is een computerspel voor de Nintendo Switch van Nintendo waarbij de speler eigen levels van Super Mario Bros., Super Mario Bros. 3, Super Mario World, New Super Mario Bros. U en Super Mario 3D World kan creëren en online kan delen zodat andere spelers die levels ook kunnen spelen. Het spel is een vervolg op Super Mario Maker op de Wii U en Nintendo 3DS. Nintendo heeft dit spel aangekondigd op de Nintendo Direct van 13 februari 2019. Het spel is uitgekomen op 28 juni 2019.

## Aanpassingen
Ten opzichte van het vorige deel heeft Super Mario Maker 2 enkele aanpassingen. De grootste aanpassing is het toevoegen van het spelthema Super Mario 3D World. Het bijzondere aan dit spelthema is dat het origineel een 3D-platformer is en in Super Mario Maker 2 in 2D.
Daarnaast zijn er nieuwe thema's zoals sneeuw, jungle, lucht en woestijn toegevoegd en zijn alle thema's beschikbaar in een nachtmodus die ervoor zorgt dat het level iets anders speelt.
Ook zijn er nieuwe bouwblokken en vijanden zoals hellingen, Slangblokken, Fire Bro's, Boom-Booms en Ant Troopers.
Om de singleplayer ervaring te verbeteren, is er een verhaal modus in het spel gebracht. Hierbij moet men zoveel mogelijk munten verzamelen om het kasteel van Princess Peach te herbouwen.
Als laatste is er ook een multiplayer stand waarbij men samen een level kan bouwen of met maximaal vier mensen levels kan spelen.
Nintendo heeft ook na de release downloadbare inhoud uitgebracht. Hierbij kan Mario in een Super Mario Bros. 2-versie veranderen zodra hij een Mushroom neemt. Ook is het meesterzwaard toegevoegd uit de Zelda-serie.
De laatste release is dat men een eigen "mario-game" kan maken. Mario moet daarbij, zoals gewoonlijk, de Prinses redden van Bowser.

## Nintendo Switch Online
In de Nintendo Direct van 16 mei 2019 was te zien dat voor online multiplayer in het spel een Nintendo Switch Online abonnement vereist is. Dit is ook het geval al wil de speler zijn levels uploaden zodat anderen het ook kunnen spelen, of andere creaties wil spelen die gemaakt zijn door andere spelers.

## Verschillende versies bij release
Bij de release van het spel zijn twee verschillende versies te bestellen:
- Super Mario Maker 2 (bevat Super Mario Maker 2)
- Super Mario Maker 2 - Limited Edition (bevat Super Mario Maker 2, een individueel lidmaatschap voor Nintendo Switch Online (12 maanden) en een exclusieve Nintendo Switch Stylus - Super Mario Maker 2-editie)